# Vlag van Herselt
De vlag van Herselt werd door de gemeenteraad op 14 november 1984 officieel vastgesteld als de gemeentelijke vlag van de Antwerpse gemeente Herselt. Op 3 december 1984 werd hij door het Bestuur van Vlaanderen bevestigd en uiteindelijk gepubliceerd op 8 juli 1986 in het officiële Belgisch Staatsblad.
Officieel wordt de vlag beschreven als:
Negen even lange banen van geel en van rood en een uitgeschulpte blauwe zoom, met op het midden een blauwe hoofdletter H.
De vlag is gelijk aan het gemeentewapen, dit zijn het wapen van de familie Merode-Westerlo met de hoofdletter "H" (voor Herselt) toegevoegd ter onderscheiding van het gemeentewapen (en vlag) van Westerlo. Het grotere wapen van Herselt, wordt voor een grote boom geplaatst die de twee rode linten ondersteunt die het schild flankeren.

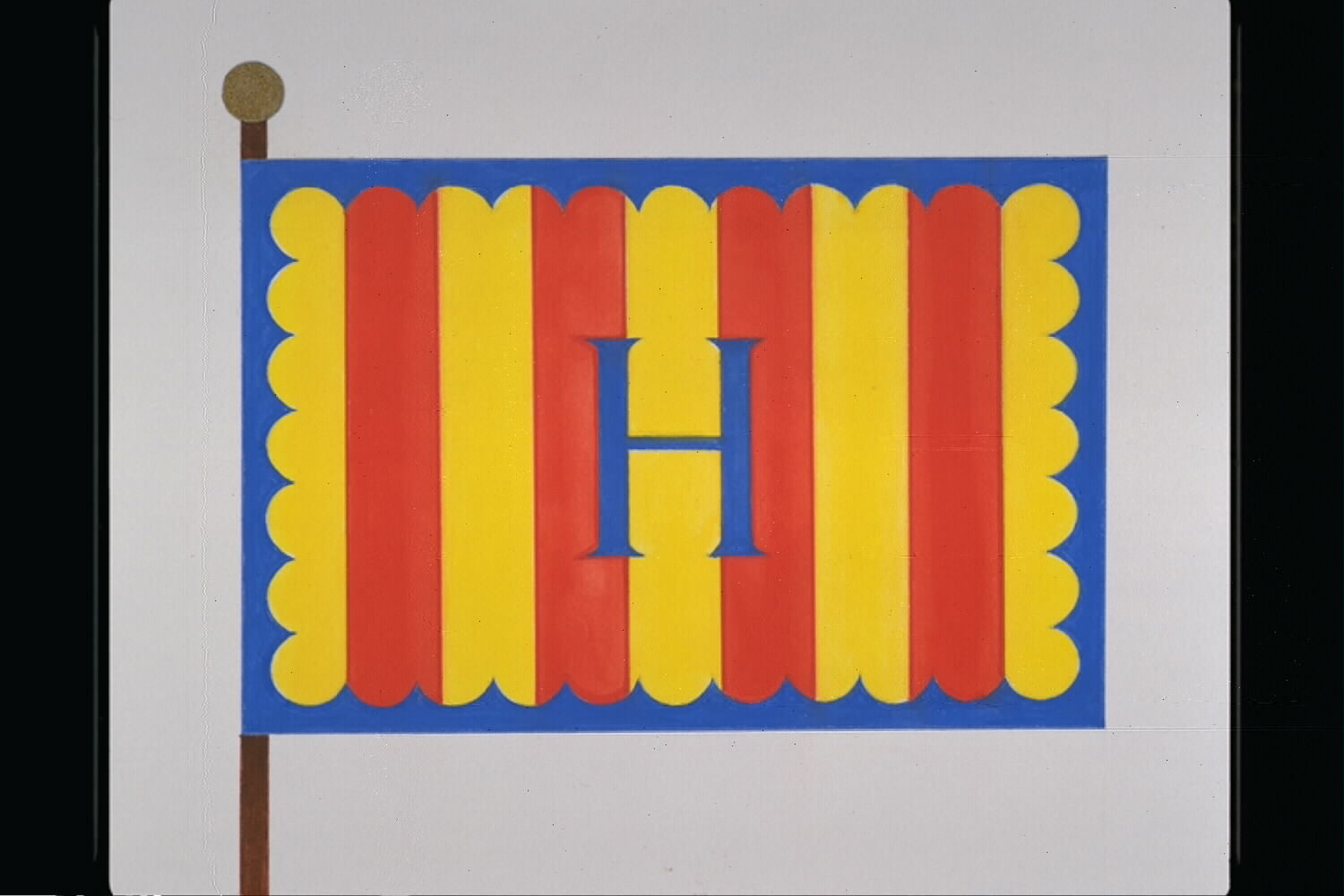
Officiële tekening van de vlag
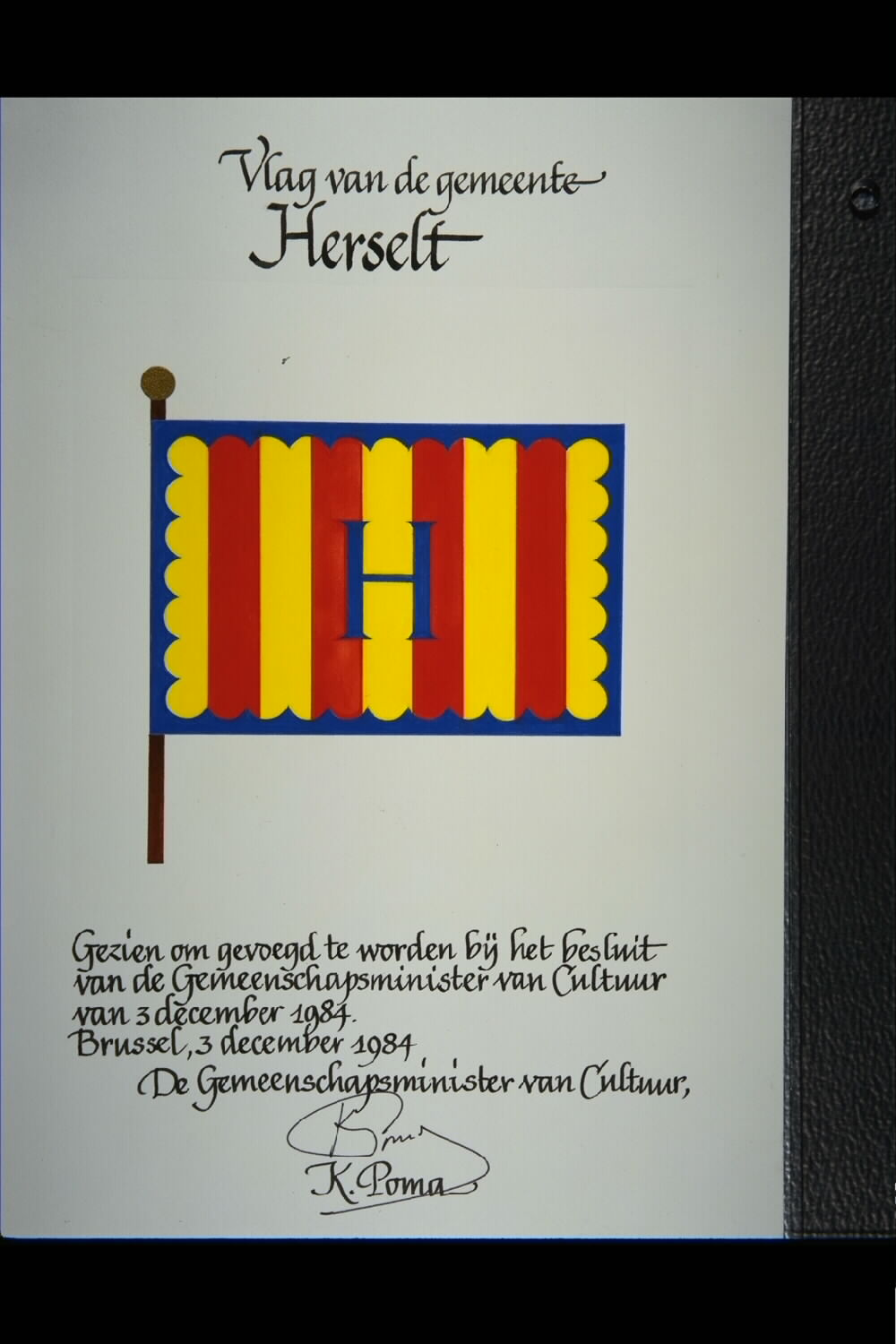
Ontwerp vlag getekend door Karel Poma